# Cyclocoridae
Cyclocoridae is een familie van slangen uit de superfamilie Elapoidea.

## Naam en indeling
De wetenschappelijke naam van de groep werd voor het eerst voorgesteld door Jeffrey L. Weinell en Rafe Marion Brown in 2017. Er zijn zeven soorten, die ingedeeld zijn in vier geslachten.
De slangen werden eerder aan de familie Lamprophiidae toegekend, maar dit wordt beschouwd als verouderd.

## Verspreidingsgebied
De slangen komen voor in delen van Azië en leven endemisch op de verschillende eilanden van de Filipijnen.

## Geslachten
De familie omvat de volgende geslachten, met de auteur en het verspreidingsgebied.
| Naam        | Auteur          | Soorten | Verspreidingsgebied                                                                                           |
| ----------- | --------------- | ------- | --- |
| Cyclocorus  | Duméril, 1853   | 2       | Filipijnen (Lubang, Luzon, Mindoro, Polillo, Basilan, Mindanao en Camiguin)                                   |
| Hologerrhum | Günther, 1858   | 2       | Filipijnen (Panay, Luzon en Polillo)                                                                          |
| Myersophis  | Taylor, 1963    | 1       | Filipijnen (Luzon)                                                                                            |
| Oxyrhabdium | Boulenger, 1893 | 2       | Filipijnen (Basilan, Bohol, Dinagat, Leyte, Mindanao, Negros, Samar, Camiguin, Luzon, Mindoro, Cebu en Panay) |